# 松雅·辛哈
松雅·辛哈（羅馬化：Sonya Singha，1994年4月8日—），小名凯特，出生於泰國曼谷，為泰國新生代女演員、歌手及模特，前女子歌唱組合Kat-Pat的成員。現為泰國第7電視台旗下藝人。

## 個人簡歷

### 出生
Kat於1994年4月8日出生於泰國曼谷。妹妹為前Kamikaze旗下歌手皮拉雅·辛哈（Pat）。

### 出道
2010年，Kat與妹妹Pat以二人女子歌唱組合Kat-Pat正式出道，兩人於2010年3月的〈"KamiKaze Wave"〉MV中首度亮相。同年6月26日參與旗下公司舉辦的演唱會KamiKaze Wave Concert，9月發行首張單曲〈"ไม่ชอบผู้ชาย"〉（I don't like boy）。兩人的第二張單曲〈"คนขี้ลืมไม่ลืมเธอ"〉（Forgetful）於2011年1月下旬發行，同年6月發行第三張單曲〈"เริ่มวันไหน... จบวันนั้น"〉（Forbidden Love）。2012年年中，發行首張專輯〈"Front row"〉。2013年兩人與Kamikaze的合約到期。
Kat於2013年離開Kamikaze後，與泰國第7電視臺簽約成為旗下藝人。2013年播出的電視劇《支配世界的手》為Kat的首部戲劇作品。

### 個人生活
2023年3月13日，與Nano Electric Product的副執行長帕塔勒·邦亞拉（ภัทร บุญญลักษม์）於曼谷文華東方酒店舉行婚禮。
2023年8月23日，於個人Instagram分享懷孕喜訊。
2024年2月20日，宣布自己已在2月10日順利產下愛女達莉雅·邦亞拉（Darinya Bunyalak），小名Darin。

## 影視作品

### 電視劇
| 首播年份 | 戲名               | 戲名   | 播放平台 | 角色                                | 備註 |
| 首播年份 | 譯名               | 原文名 | 播放平台 | 角色                                | 備註 |
| 2013年   | 《支配世界的手》   |        | Ch7HD    | Praopilas                           | 配角 |
| 2014年   | 《非凡夥伴》       |        | Ch7HD    | Niracha                             | 客串 |
| 2015年   | 《魚迷戀天空》     |        | Ch7HD    |                                     | 配角 |
| 2016年   | 《密碼獵人》       |        | Ch7HD    | Keerati                             | 主演 |
| 2016年   | 《牽牛花與小龍蝦》 |        | Ch7HD    | Pak Boong / Goong Nang （孿生姊妹） | 主演 |
| 2016年   | 《糖漿棕梠果》     |        | Ch7HD    | Mintra Warachoti / Luk Kaew         | 主演 |
| 2018年   | 《花中的風暴》     |        | Ch7HD    | Kochakorn （Bua）                   | 主演 |
| 2021年   | 《辣椒與鹽2021》   |        | Ch7HD    | Jittrawan （Jeed）                  | 主演 |

### 電影
| 年份   | 上映日期              | 片名                               | 角色 |
| 2015年 | 2015年5月14日（泰國） | 《黑死病》                         | Mien |
| 待上映 |                       | 《The Chain: You've Got 48 Hours》 |      |

## 外部連結
- 松雅·辛哈於Channel 7的簡介 （页面存档备份，存于）（泰文）
- 松雅·辛哈的Instagram帳戶（泰文）
- 松雅·辛哈的X（前Twitter）（泰文）